# Бекър (окръг, Минесота)
Окръг Бекър (на английски: Becker County) е окръг в щата Минесота, Съединени американски щати. Площта му е 3743 km², а населението - 30 000 души (2000). Административен център е град Детройт Лейкс.